# شوق‌آباد (شیروان)
شوق آباد روستایی در دهستان حومه بخش مرکزی شهرستان شیروان استان خراسان شمالی ایران است.

## جمعیت
بر پایه سرشماری عمومی نفوس و مسکن در سال ۱۳۹۵ جمعیت این مکان ۴۲ نفر (۱۵خانوار) بوده‌است.